# Golgatha-Kirche (Berlin)

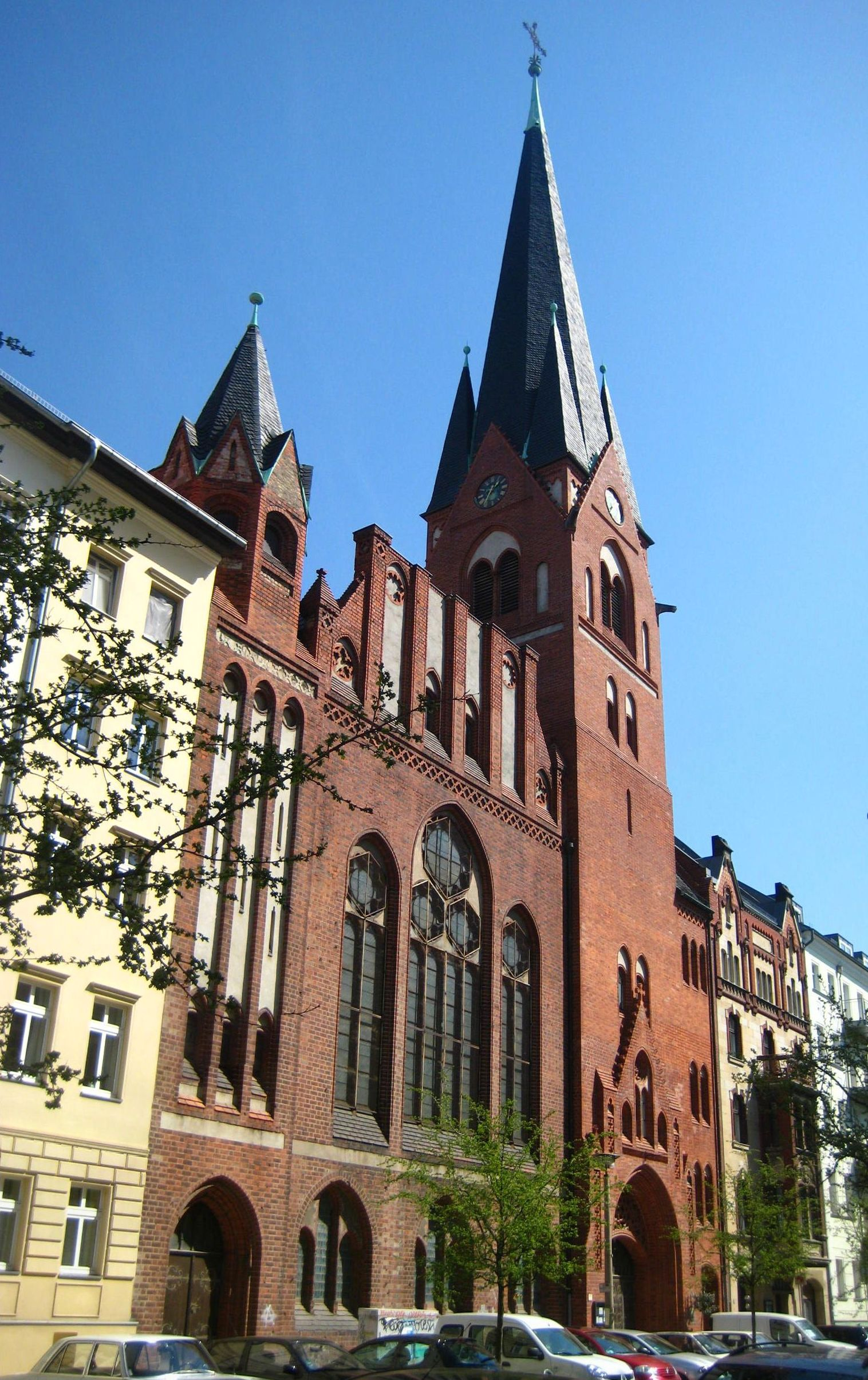
Golgatha-Kirche, 2010

Die Golgatha-Kirche ist ein evangelisches Gotteshaus im Berliner Bezirk Mitte, Ortsteil Berlin-Mitte. Sie wurde 1898–1900 nach Plänen von Max Spitta errichtet und steht unter Denkmalschutz. Die Kirche gehört zur Evangelischen Kirchengemeinde am Weinberg im Kirchenkreis Berlin Stadtmitte. Der Name des Gebäudes und der Gemeinde wurde nach dem Hügel Golgota gewählt, der außerhalb des antiken Jerusalem liegt und auf dem Jesus von Nazaret gekreuzigt worden sein soll.

## Lage

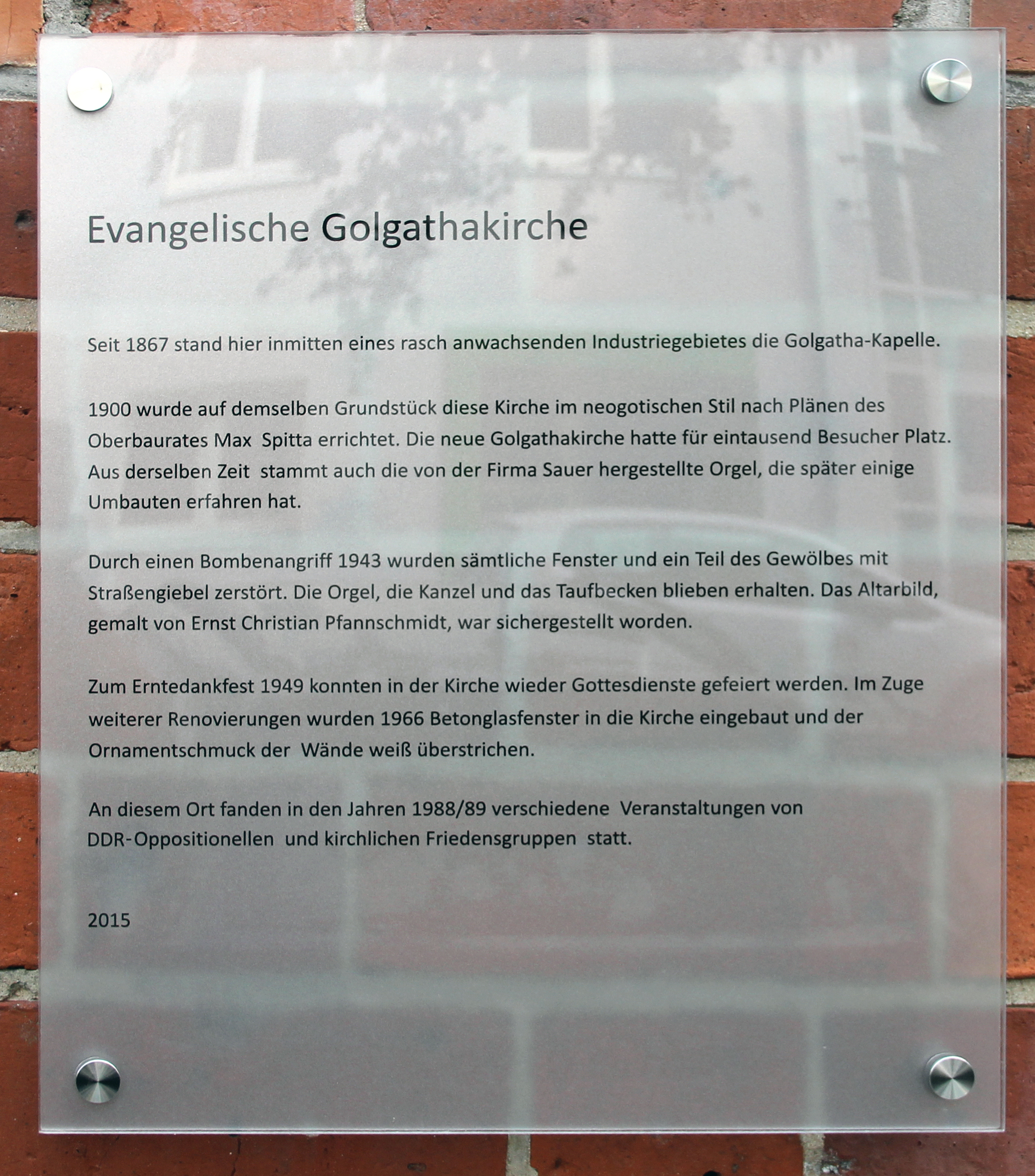
Gedenktafel am Haus Borsigstraße 6 in Berlin-Mitte

Die Kirche in der Oranienburger Vorstadt trägt die Adresse Borsigstraße 6. Unmittelbar daneben schließt sich der Gebäudekomplex des Theologischen Konvikts (das Vorderhaus in der Bauzeit der Kirche Marienheim genannt) an.

## Baugeschichte
In der ersten Hälfte des 19. Jahrhunderts gehörten die hier zugezogenen Menschen zur Parochie der St.-Elisabeth-Kirche. Um größere Nähe zur Bevölkerung zu gewährleisten, war 1867 für den westlichen Gemeindeteil an der 1859/60 angelegten Borsigstraße als Außenstelle eine massive Kapelle errichtet worden. Die Entwürfe stammen von Georg Gustav Erbkam. Diese Golgathakapelle im Rundbogenstil trug über dem Giebel der westlichen Eingangsseite einen Dachreiter, in dem die Glocke aufgehängt war. Im Erdgeschoss enthielt sie einen Konfirmandenraum sowie die Predigerwohnung. Darüber lag der Sakralraum, der 325 Sitzplätze bot.
Dieses erste Gotteshaus befand sich auf dem Gelände des Borsigwerks. Zunehmend verlagerte August Borsig jedoch die Industrieanlagen aus diesem Bereich in weiter außerhalb Berlins gelegene Gebiete. Auf dem Areal wurden anschließend Mietskasernenkomplexe für Arbeiterfamilien erbaut. Das hatte einen explosionsartigen Anstieg der Gemeindegliederzahl zur Folge. Somit beschloss der Kirchenrat der St.-Elisabeth-Gemeinde die Ausgliederung des westlichen Teils der Parochie. Dieser umfasste zirka 14.000 Gemeindeglieder und wurde am 1. Januar 1877 unter dem Namen St. Golgatha selbstständig.
Die Kapelle war für die wachsende Gemeinde zu klein, so dass Verhandlungen über den Erwerb eines Baugrundstücks für ein neues größeres Kirchengebäude nötig wurden. Da die Verhandlungen scheiterten, wurde die Golgathakapelle 1897 abgerissen. An ihrer Stelle sollte eine neue Kirche errichtet werden. Die Vorentwürfe stammten vom Regierungsbaurat Karl Wilde, die Planungen führte der Geheime Oberbaurat Max Spitta durch. 1898 erfolgte die Grundsteinlegung, der Bau selbst erfolgte unter dem königlichen Bauinspektor Paul Graef durch den Regierungsbaumeister Erich Peters. Nach knapp zweieinhalb Jahren Bauzeit konnte am 29. August 1900 das Bauwerk eingeweiht werden. Zu diesem Zeitpunkt umfasste die Gemeinde etwa 30.000 Glieder.
Im Zweiten Weltkrieg, am 23. November 1943 erlitt die Kirche bei einem Bombenangriff erhebliche Schäden, vor allem am westlichen Baukörper. Der straßenseitige Giebel wurde zerstört und das Gewölbe durchschlagen. Sämtliche Fenster gingen zu Bruch. Da sich die Orgel nicht – wie üblich – auf der Westempore befindet, blieb sie erhalten – desgleichen ein Großteil des Gestühls, der Taufstein, die Kanzel und der Altar an der Ostseite. Ebenfalls unzerstört blieb das Glockengeschoss mit den Glocken. Allerdings waren infolge des Krieges die drei Predellen des Altarretabels abhandengekommen. Nach Beseitigung der größten Schäden konnte die Kirche bereits im Oktober 1949 wieder der Gemeinde übergeben werden. Jedoch war es zu keiner vollständigen Wiederherstellung gekommen. So wurde unter anderem der hohe Westgiebel mit seinen Blendfeldern nicht mehr gänzlich aufgebaut, auch war ein Großteil der Innenausmalung einer Neuverputzung gewichen.
In den Jahren 1965 und 1966 erfolgte eine umfangreiche Renovierung des Innenraums. Sämtliche Putzflächen erhielten eine einheitliche weiße Farbgebung, die den roten Farbton der Backsteinbänder und -gurte hervortreten lässt. Entsprechend der Farbgestaltung der neuen Fenster – die als gelungenster Teil der Renovierungsarbeiten anzusehen sind – wurden Kirchbänke und Emporen in einem blauen Farbton überstrichen. Außerdem erhielt die Kirche eine neue Heizung sowie neue Beleuchtung.
In den 1990er Jahren konnte begonnen werden, die schadhaften Dächer zu sanieren. Zum hundertsten Jubiläum des Gebäudes im Jahr 2000 waren die Dacherneuerung über dem Langhaus sowie die Sanierungsarbeiten am Turm abgeschlossen.
Im selben Jahr schloss sich die Golgatha-Gemeinde mit den umliegenden Kirchengemeinden Gnaden, St. Elisabeth, St. Philippus-Apostel, Sophien und Zion zur Evangelischen Kirchengemeinde Sophien, heute Evangelische Kirchengemeinde am Weinberg, zusammen.

## Baubeschreibung

### Äußeres
Wie die vorherige Kapelle befindet sich die Golgatha-Kirche in der Fluchtlinie der östlichen Bebauung der Borsigstraße. Die nördliche Längswand verläuft an der Brandmauer des Nachbargrundstücks, wodurch hier die Möglichkeit einer Durchfensterung versagt blieb.
Mit seinem Entwurf lehnte sich der federführende Max Spitta an das mittelalterliche Vorbild der norddeutschen Backsteingotik an. Die Außenfront ist streng und schlicht gehalten. Seitlich vom Kirchenschiff – das nach Westen in Emporenhöhe durch eine große Dreiergruppe aus spitzbogigen Maßwerkfenstern in Erscheinung tritt – ist der quadratische Turm mit hoher Spitze wirkungsvoll in die Straßenfront eingefügt. Er hat eine Höhe von 61 Metern. In der Turmfront befindet sich das aufwendig gestaltete Hauptportal. Es weist im Bogenfeld und den rahmenden Friesen reichen Maßwerkschmuck auf und wird von einem Wimperg bekrönt. Die Tür ist mit reichem Schmiedewerk versehen.
Vom ersten Innenhof des Konvikts führt ein weiteres Portal direkt in den südlichen Kreuzarm. Zum Hof erstreckt sich auch die südlich an den Chor anschließende Sakristei.
Das Kirchenschiff mit einem annähernd rechteckigen Grundriss ist etwa 26 Meter lang und 20 Meter breit. Mit dem seitlich angeordneten Turmeingangsbereich ist das Gebäude breiter, weil darin der Konfirmandensaal geplant wurde.

### Inneres
Der Kirchenraum ist ein kreuzförmiger, zentralisierender Emporensaal mit kurzem Langhaus, schmalen Kreuzflügeln und eingezogenem rechteckigen Chor mit geradem Chorschluss. Die große, sternrippengewölbte Vierung birgt in ihrer Mitte ein kreisrundes Oberlicht von fünf Metern Durchmesser, das zum Teil die fehlenden Fenster an der Nordseite ausgleicht. Langhaus und Chor weisen Kreuzrippengewölbe auf, die Kreuzflügel haben spitzbogige Tonnengewölbe erhalten.
Ursprünglich schmückten Malereien die Wände und Gewölbe, die unter Mitwirkung Paul Graefs durch Max Selinger ausgeführt worden waren. Sie zeigten sich im Schiff einfacher, im Chorraum reicher. So waren am Triumphbogen über dem Altarraum der Aufstieg der selig Verstorbenen in Engelsgestalt zum Himmlischen Jerusalem und in den Feldern der fünf Bogennischen der Chorwand musizierende Engel zu sehen.
Die hölzernen Emporen in Langhaus und Kreuzarmen lagern auf massivem Unterbau. Die Kapitelle der die Emporen tragenden Säulen sind mit den Evangelistensymbolen sowie reichem Laubwerk geschmückt. Mit den Emporen besitzt die Kirche insgesamt 1000 Sitzplätze.
Die ersten Glasfenster stammten von Alexander Linnemann aus Frankfurt (Main). Sie enthielten über der südlichen Empore eine Darstellung des Heiligen Abendmahls. Die Fenster über der Westempore boten acht lebensgroße Apostel- und Prophetengestalten. Die Rosette im Chorraum hatte das Brustbild des segnenden Christus in der Mitte, umgeben von acht musizierenden Engeln. Das Oberlicht zeigte die strahlende Sonne umzogen von einem farbigen Fries.
Zuerst waren die Fenster nach dem Krieg aus Resten provisorisch wiederhergestellt worden. Im Jahr 1966 baute der Rostocker Künstler Lothar Mannewitz die heutige Verglasung ein. Ihr Wechsel aus einem unaufdringlichen Blauton – der nach oben hin zunimmt – mit weißen Feldern verleiht dem Raum Ruhe. Über dem Altar hat Mannewitz das erste Beton-Glasfenster in einer Kirche Ost-Berlins eingebaut. Es zeigt die Symbole der vier Evangelisten.
An der rechten Chorseite ist der gemeißelte Taufstein aufgestellt. Er stammt vom Bildhauer Rudolf Bauer aus Schöneberg und zeigt Jugendstilmotive. An der linken Chorseite steht die in frühgotischen Formen aus Eichenholz geschnitzte Kanzel. Sie wurde geschaffen von Bildhauer Georg Maletz, Mitinhaber der Firma Gustav Kuntzsch, Wernigerode. Ein mit einem durchbrochenen Fries ummantelter Steinpfeiler trägt den Kanzelkorb. Von besonderer künstlerischer Bedeutung ist der Altar. Über einer einfach gehaltenen Mensa aus rötlichem Sandstein erhebt sich ein in Eichenholz geschnitztes und reich vergoldetes Retabel. Es ist – wie der Orgelprospekt – von Lober nach einem Entwurf Paul Graefs gefertigt. Das Hauptbild von Ernst Christian Pfannschmidt zeigt – mit Bezug auf den Namen der Kirche – die Kreuzigung Christi, von den Seinen beweint, auf Golgatha. Die drei abhandengekommenen Bilder der Predella stammten vom selben Künstler und zeigten Jesus in Gethsemane, Christus vor Pilatus und die Grablegung Christi.
Auf dem Altar steht das Kreuz aus der kriegszerstörten und später gesprengten Gnadenkirche, die sich im Invalidenpark befand. Außerdem hängt unter der südlichen Seitenempore das Kreuz aus der ebenfalls kriegszerstörten St.-Elisabeth-Kirche.
Außer dem eigentlichen Kirchenraum wurden zudem im Erdgeschoss des Turmes ein Sitzungs- und Versammlungssaal und über diesem in zwei Geschossen je ein Konfirmandensaal errichtet.

### Orgel

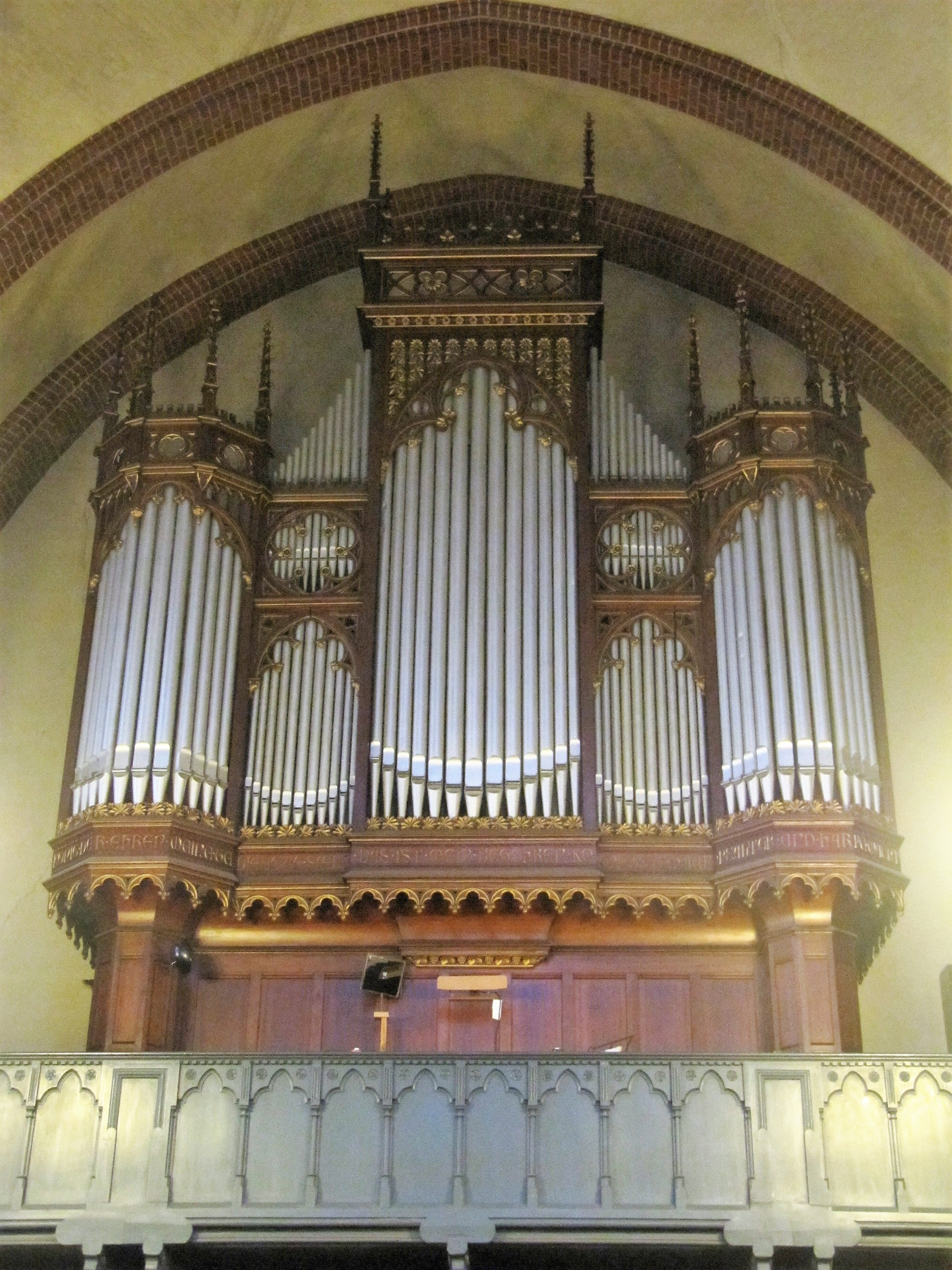
Prospekt der Sauer-Orgel

Die Orgel der Golgathakirche wurde 1900 von Hoforgelbaumeister Wilhelm Sauer (Frankfurt/Oder) gebaut. Dem Geschmack der Zeit entsprechend wurden 1925 bei einer Erweiterung durch die Firma G. F. Steinmeyer & Co. (Oettingen) viele Grundstimmen durch Aliquot- und Mixturregister ersetzt. Bedingt durch die hohe Störanfälligkeit der im Zuge des Umbaus elektrifizierten Traktur verschlechterte sich der Zustand des Instruments bis hin zur Unspielbarkeit. Seit 2011 wird das Instrument schrittweise durch die Orgelwerkstatt Christian Scheffler (Sieversdorf) mit dem Ziel restauriert, den originalen Zustand von 1900 wiederherzustellen. Derzeit sind nur wenige Register der Orgel spielbar (gekennzeichnet mit *).
| I Hauptwerk C–g3 |                  |       |
| 01.              | Principal        | 16′ * |
| 02.              | Principal        | 08′ * |
| 03.              | Gambe            | 08′   |
| 04.              | Flute harmonique | 08′   |
| 05.              | Gemshorn         | 08′   |
| 06.              | Gedeckt          | 08′ * |
| 07.              | Octav            | 04′ * |
| 08.              | Rohrflöte        | 04′ * |
| 09.              | Rauschquinte II  | 000*  |
| 10.              | Cornett III–IV   |       |
| 11.              | Trompete         | 08′ * |

| II Schwellwerk C–g3 |                   |       |
| 12.                 | Lieblich Gedackt  | 16′   |
| 13.                 | Geigenprincipal   | 08′ * |
| 14.                 | Soloflöte         | 08′   |
| 15.                 | Schalmey          | 08′   |
| 16.                 | Gedackt           | 08′ * |
| 17.                 | Aeoline           | 08′   |
| 18.                 | Voix Celeste      | 08′   |
| 19.                 | Fugara            | 04′   |
| 20.                 | Traversflöte      | 04′ * |
| 21.                 | Progressio II–III |       |

| Pedal C–d1 |           |       |
| 22.        | Principal | 16′ * |
| 23.        | Subbass   | 16′ * |
| 24.        | Octavbass | 08′   |
| 25.        | Bassflöte | 08′ * |
| 26.        | Octav     | 04′   |
| 27.        | Posaune   | 16′   |
| 28.        | Trompete  | 08′   |

- Koppeln: II/I, I/P, II/P
- Spielhilfen: 3 freie Kombinationen, 3 feste Kombinationen (piano, mezzoforte, Tutti), Walze